# Comuna Bartoszyce
Comuna Bartoszyce este o comună (în poloneză: gmina) rurală în powiat Bartoszyce, voievodatul Varmie-Mazuria, Polonia.
Comuna acoperă o suprafață de 427,82 km² și are, potrivit datelor din anul 2006, o populație de 10.769.